# Siedlung Magdalenenplatz der Baugenossenschaft Kötzschenbroda
Die Siedlung Magdalenenplatz der Baugenossenschaft Kötzschenbroda besteht aus zahlreichen Mehrfamilienwohnhäusern aus der Zeit von Mitte der 1920er Jahre bis zum Anfang der 1930er Jahre im Stil der Heimatschutzarchitektur. Sie liegt im Stadtteil Niederlößnitz der damaligen Stadt Kötzschenbroda, heute Teil der sächsischen Stadt Radebeul. Die Siedlung östlich der Dr.-Külz-Straße zwischen Winzerstraße im Norden und Heinrich-Zille-Straße im Süden gilt einschließlich des Wohngrüns als denkmalpflegerische Sachgesamtheit. Die meisten Häuser der Siedlung gehören heute zur Gemeinnützigen Wohnungsbaugenossenschaft Radebeul e. G.

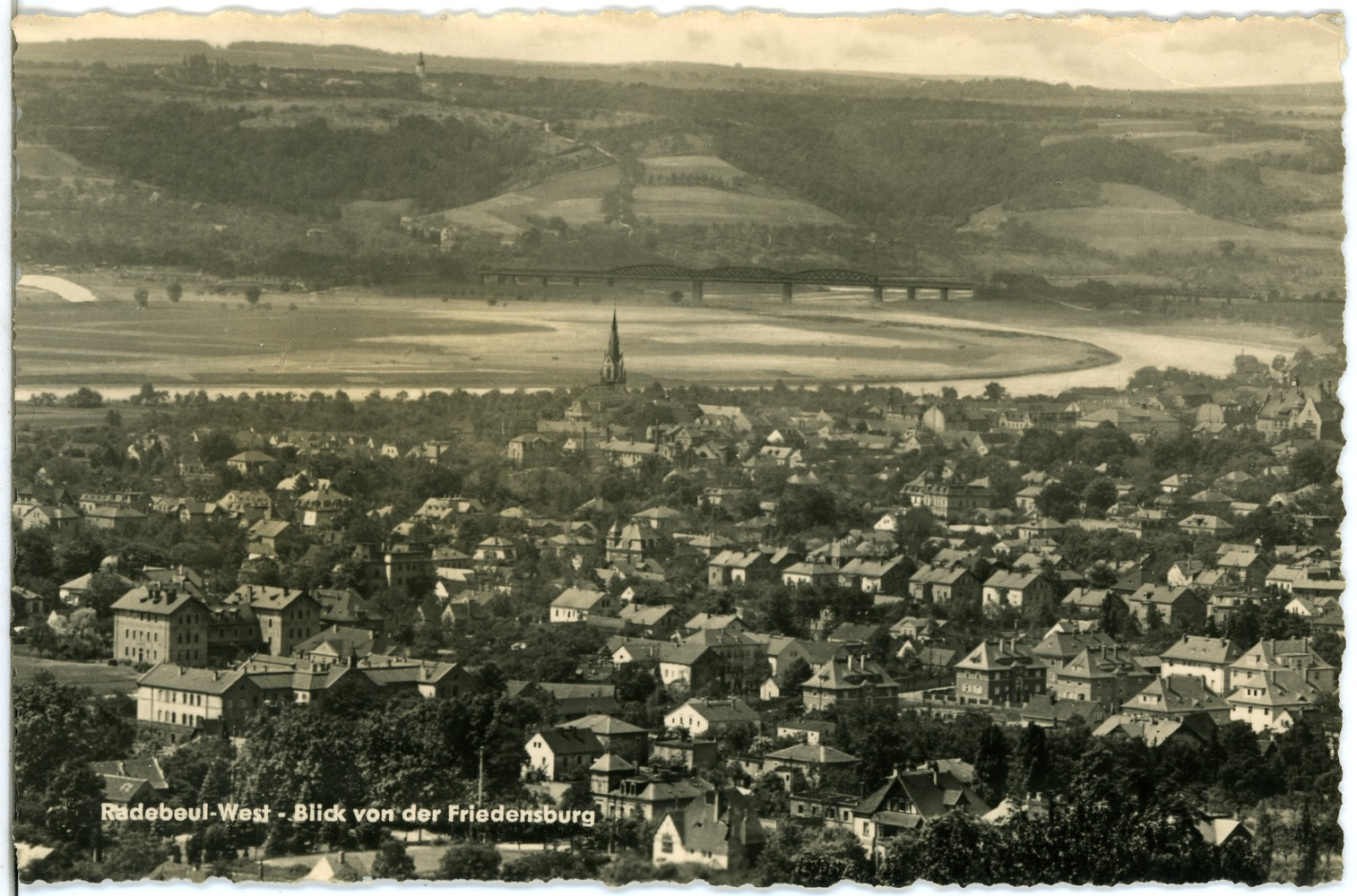
Rechts unten (1930): Siedlung der Baugenossenschaft Kötzschenbroda, links daneben das Mädchen-Erziehungsheim Bethesda und die Diakonissenanstalt Bethesda. Oberhalb des Turms der Kirche zu Kötzschenbroda überspannen die Elbebrücken Niederwartha die Elbe. Auf dem Bergkamm der Turm von Schloss Weistropp

## Beschreibung

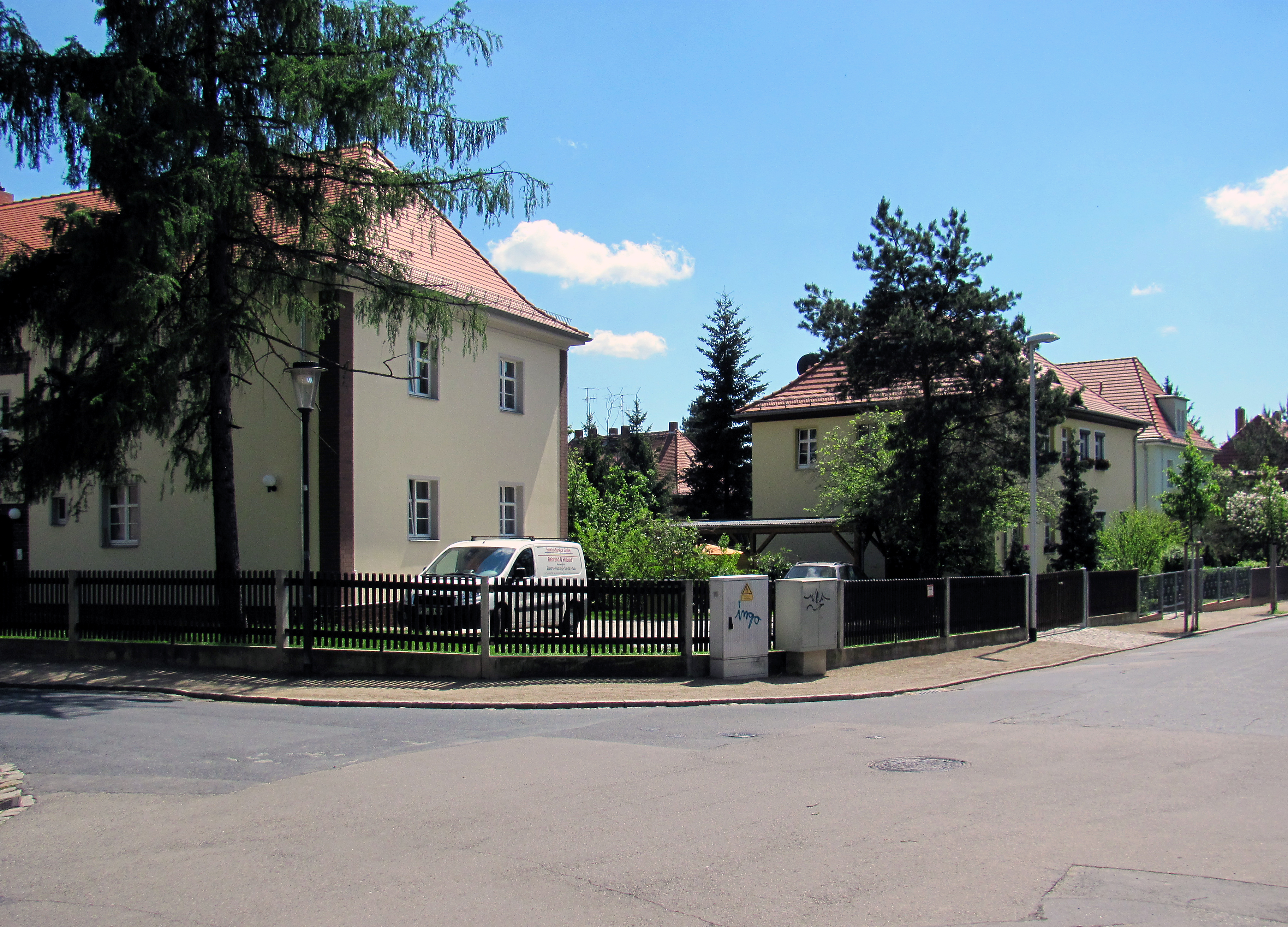
Siedlung Ecke Winzerstraße (li. Nr. 29), Dr.-Külz-Straße (re. nach Süden Nrn. 26/24, 22), im Innenraum Heinrich-Zille-Str. 32

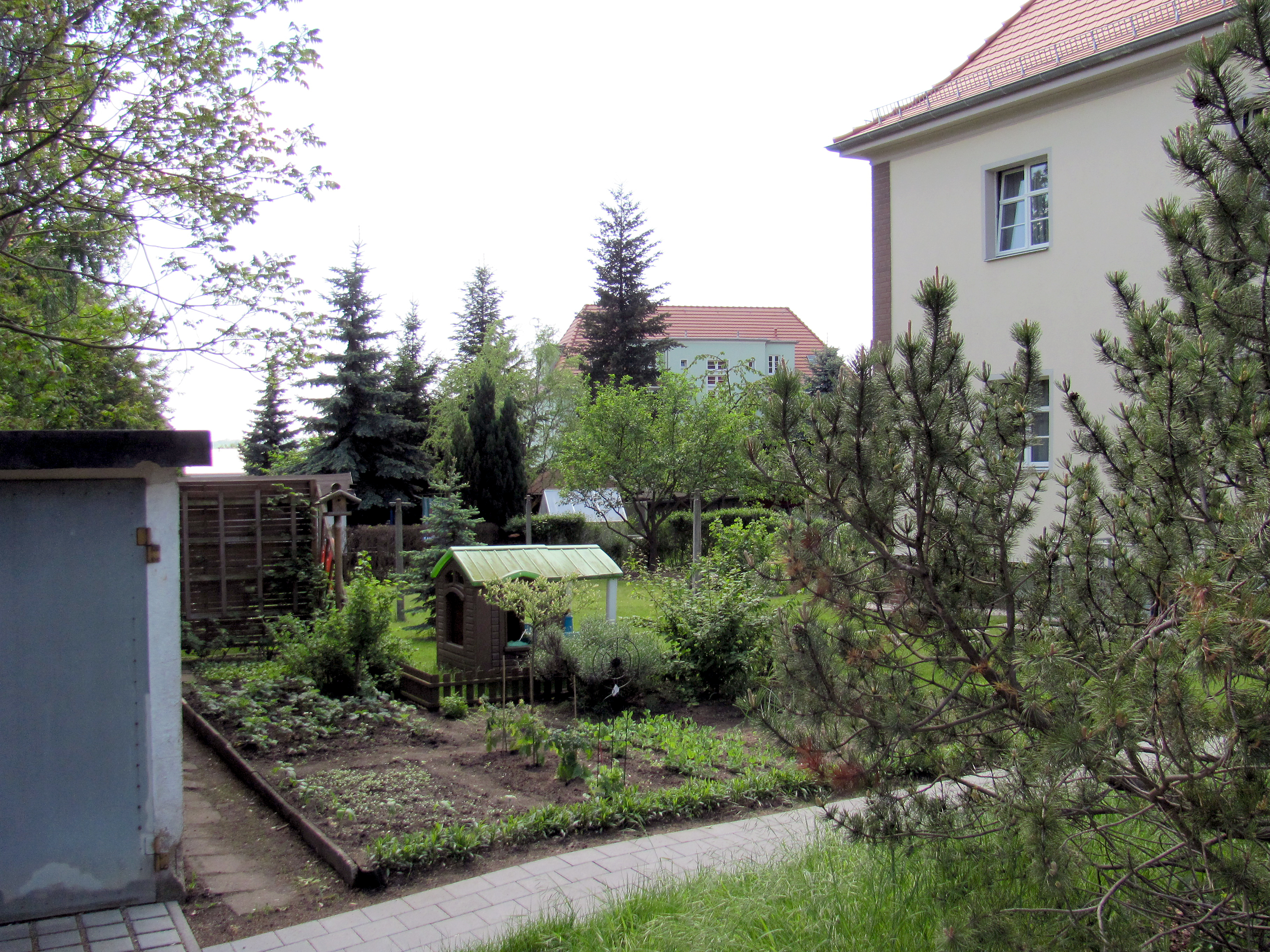
Siedlungsinnenraum bei Winzerstraße 29, dahinter Heinrich-Zille-Straße 30

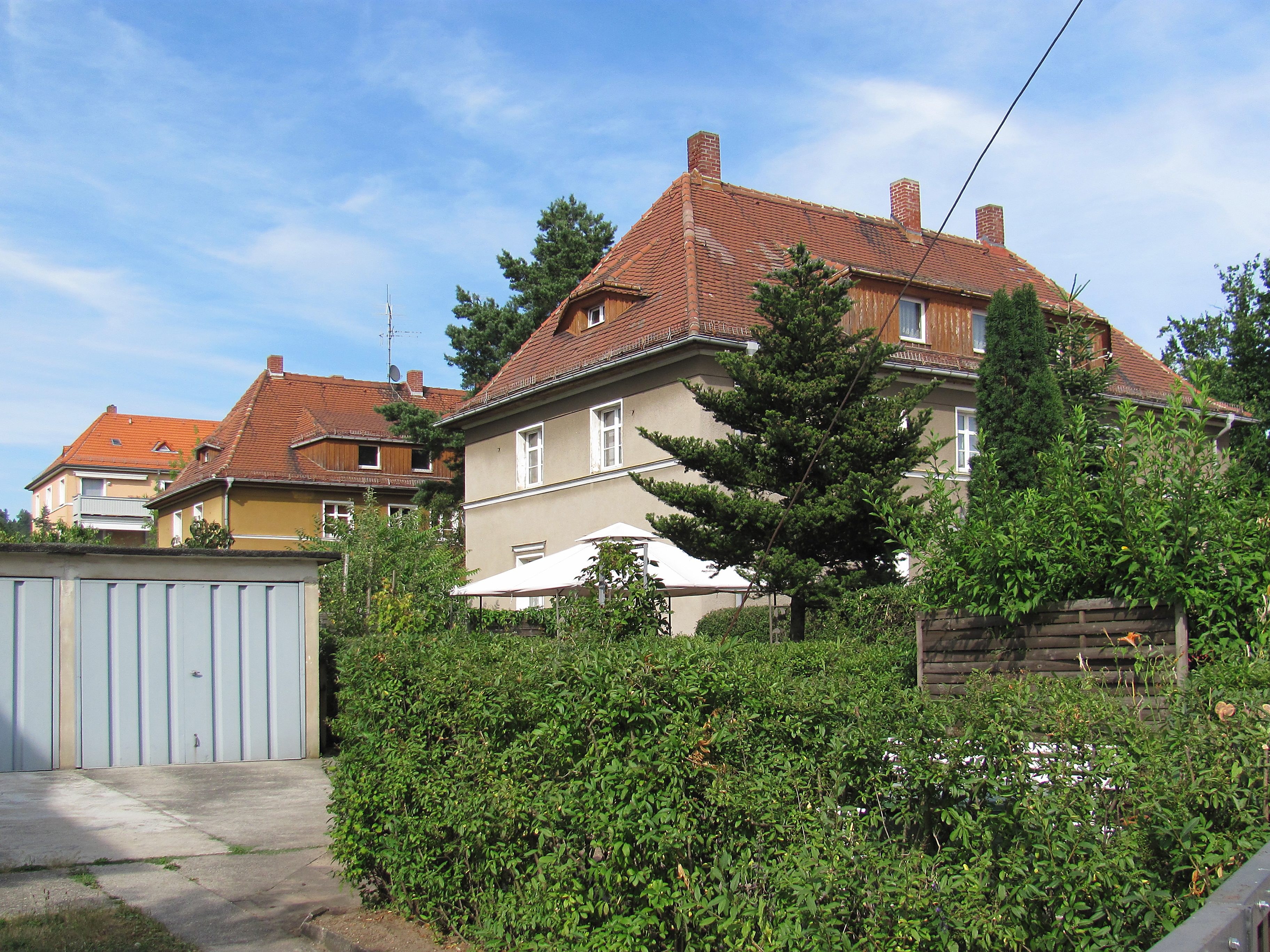
Die Zweigeschosser Heinrich-Zille-Straße 34 und 32 vor dem Dreigeschosser Nr. 30 im Innenraum des Areals (wie Nrn. 22 und 28). Links der mit Garagen bestandene Magdalenenplatz

Die mehrheitlich von dem Dresdner Architekten Willy Schubert entworfenen Mehrfamilienhäuser der Baugenossenschaft Kötzschenbroda liegen mit den Hausnummern 20 und 34 direkt an der Heinrich-Zille-Straße sowie mit den Nummern 22 bis 32 an zwei ebenfalls als Heinrich-Zille-Straße benannten, von dieser abgehenden Erschließungsstraßen, die zur Heinrich-Zille-Straße einen kleinen, rechteckigen Platz bilden, ehemals Magdalenenplatz genannt, da er gegenüber dem Magdalenenasyl „Talitha kumi“ liegt. Des Weiteren sind die Häuser in der Dr.-Külz-Straße unter den Hausnummern 16, 18/20, 22 und 24/26 zu finden. In der Winzerstraße tragen die Gebäude die Hausnummern 25, 25a und 29. Sie schließen zwischen den Nummern 25a und 29 die kleine landhausartige Villa des Dresdner Stadtrats J. Paul Liebe aus dem Jahr 1876 ein, die als einziges anderes Gebäude in dem Geviert steht.
Fast sämtliche Häuser sind mit ihrer Längsseite nach Süden ausgerichtet, lediglich die zwei Doppelhäuser in der Dr.-Külz-Straße 18/20 und 24/26 stehen quer dazu und damit längs an der von Süden nach Norden verlaufenden Straße.
Die meist zweigeschossigen Fünf- und Vierfamilien-Wohnhäuser haben ziegelgedeckte Walmdächer mit verbretterten Hechtgauben oder kleinen dreieckigen Spitzgauben. Die verputzten Gebäude stehen auf verschiedenartigen, meist jedoch aus Klinker gesetzten, Sockeln und haben Klinkergliederungen in den Fassaden. Einige Eingänge sind durch Zahnschnittfriese verziert.
Die meisten Häuser wurden in den 2000er Jahren modernisiert.
Als Störelemente zählt die Denkmalbeschreibung die „Garagen auf dem zentralen Siedlungsplatz, dem ehemaligen Magdalenenplatz an der Heinrich-Zille-Straße“ auf.

### Dr.-Külz-Straße 24/26
Das früheste Haus von 1924, bei dessen Entwurf der Landesverein Sächsischer Heimatschutz eine Skizze mit Änderungswünschen präsentierte, die auch berücksichtigt wurden. Die Putzfassade ist ohne Gliederungen.

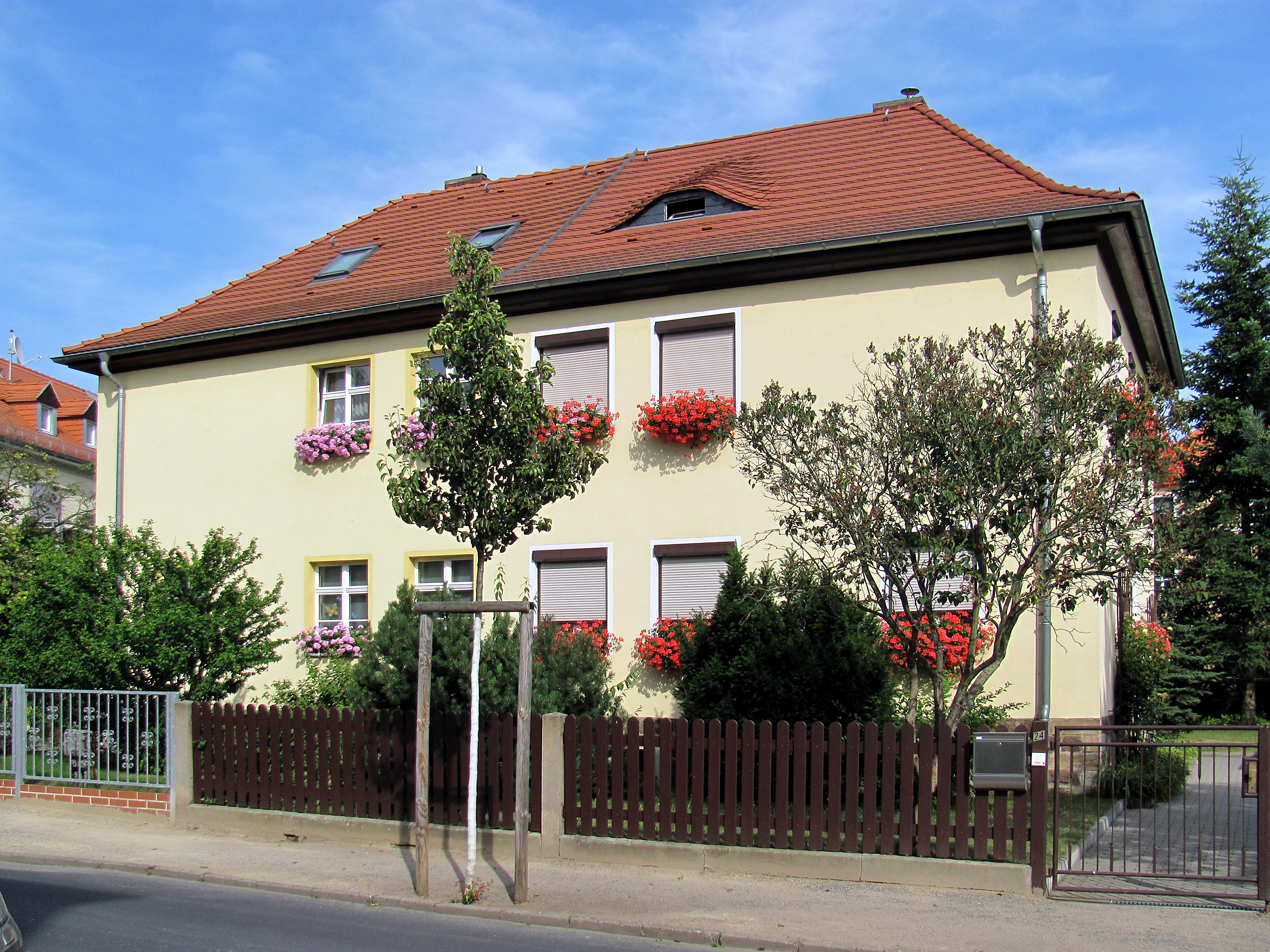

- Dr.-Külz-Straße 24/26

### Dr.-Külz-Straße 16, Winzerstraße 29
Vertikale Klinkergliederungen verzieren die Fassaden.

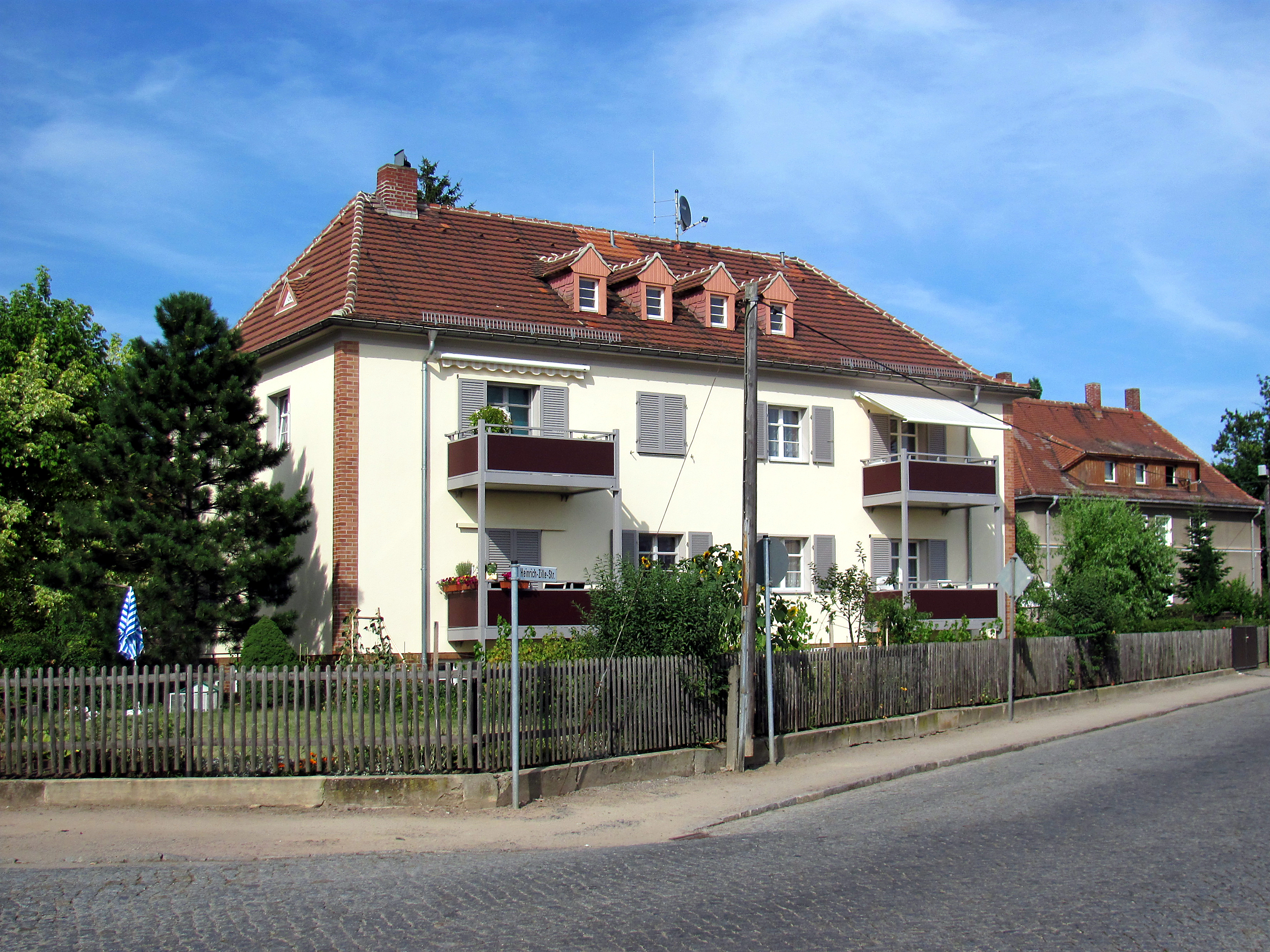
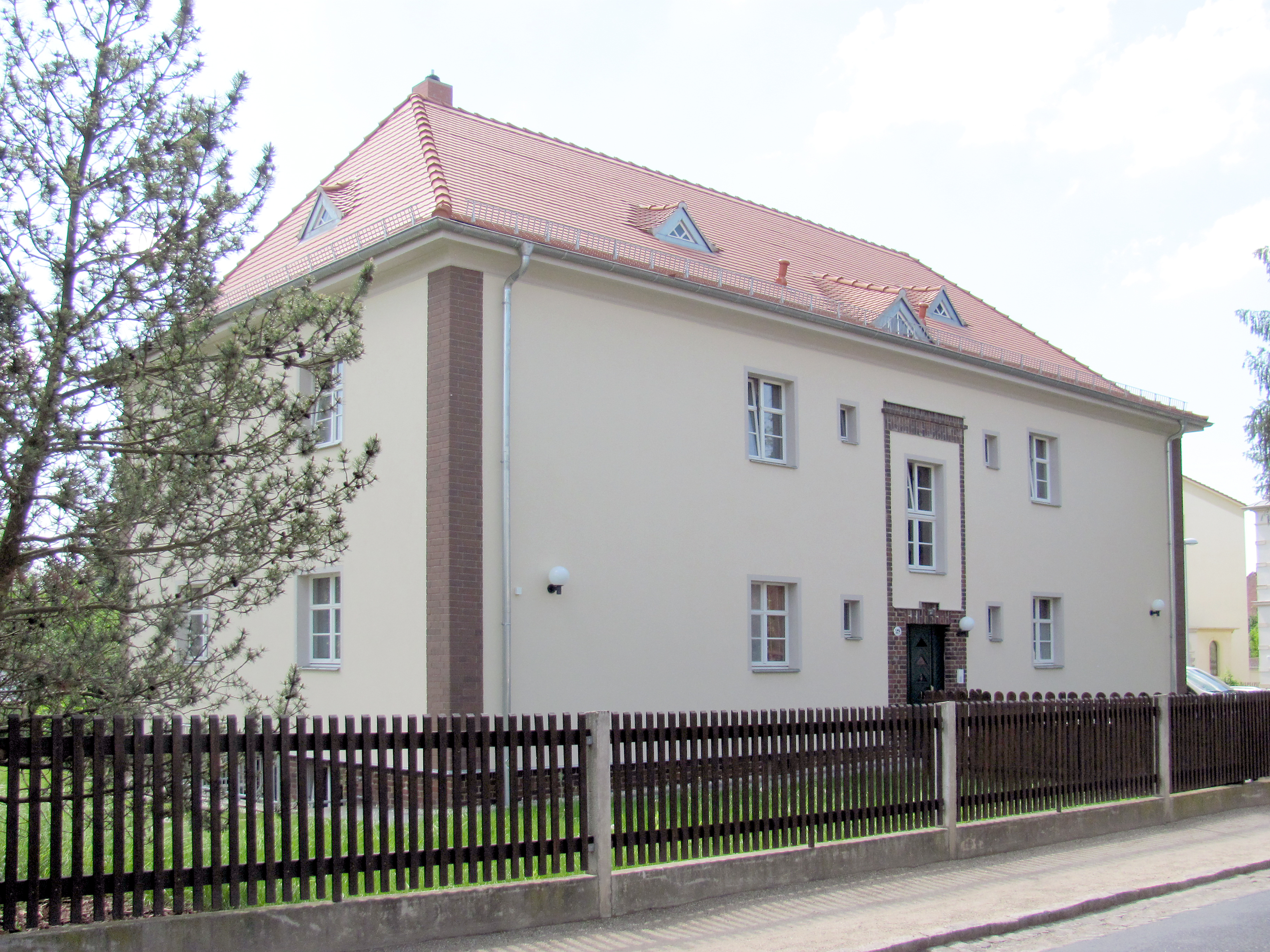

- Dr.-Külz-Straße 16
- Winzerstraße 29

### Dr.-Külz-Straße 18/20 und 22
Horizontale Klinkergliederungen verzieren die Fassaden. Ausführung in den Jahren 1928/1929 durch die Bauunternehmung von Felix Sommer (Adolf Neumann Nachf.).

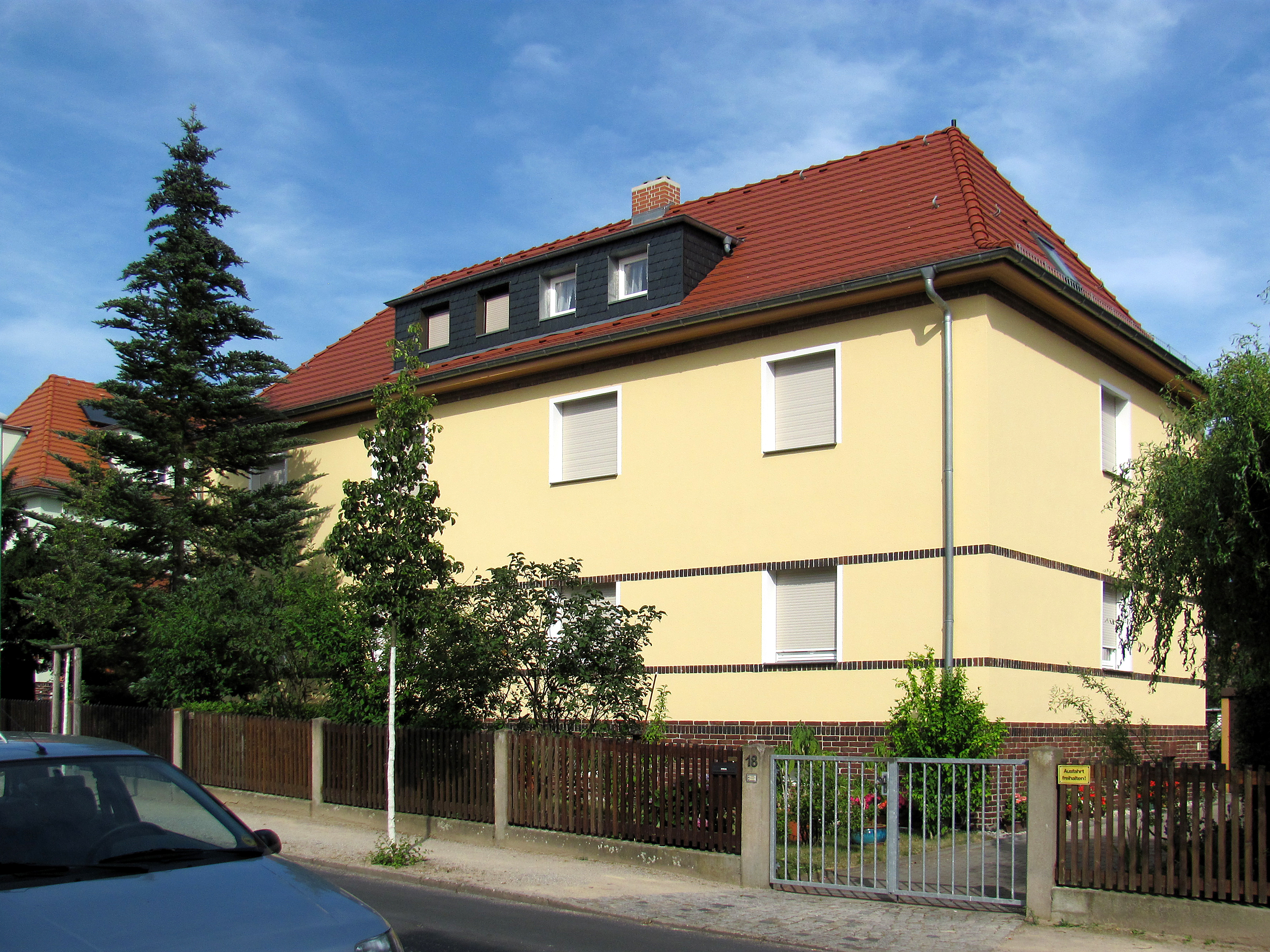
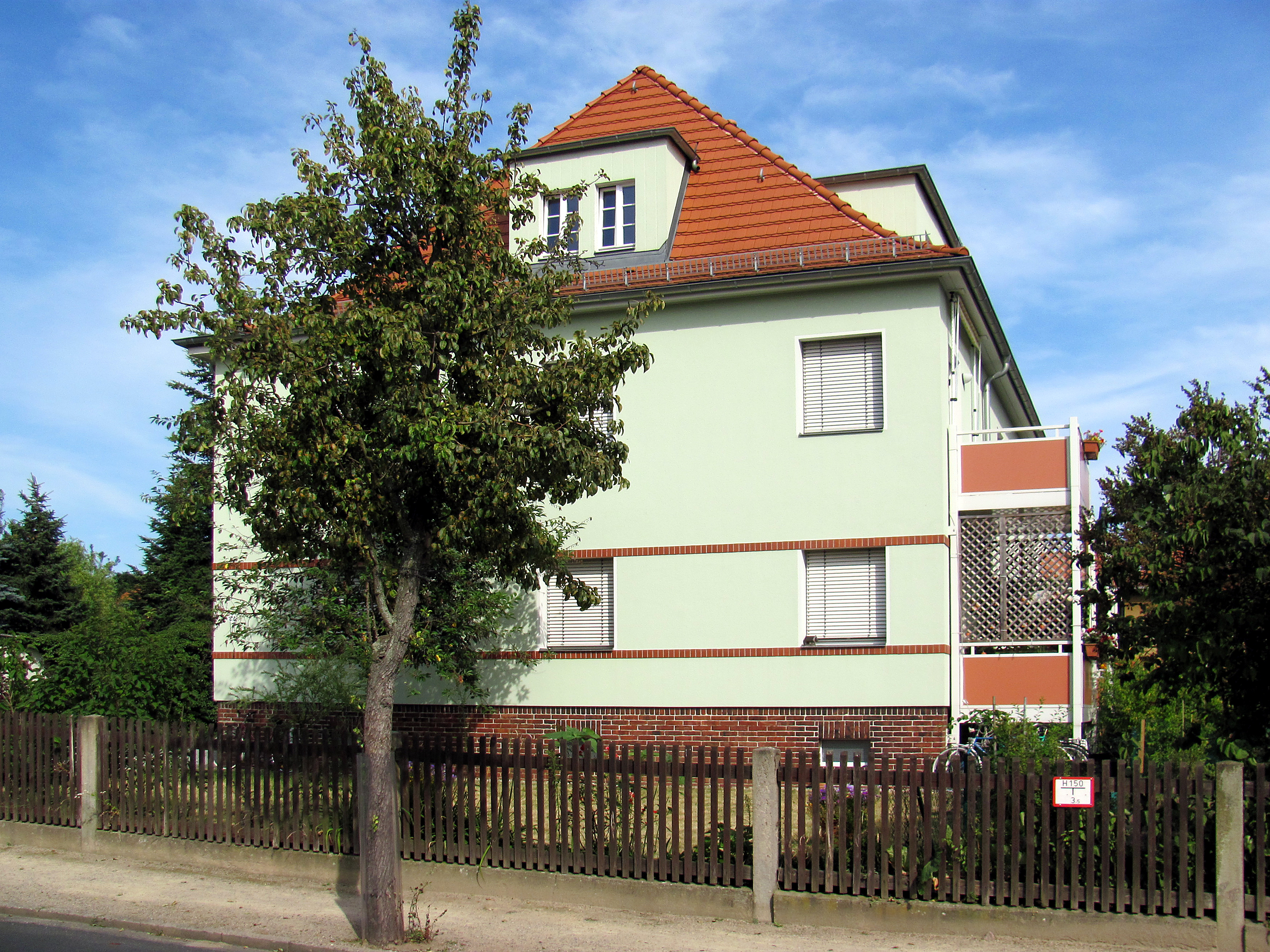

- Dr.-Külz-Straße 18/20
- Dr.-Külz-Straße 22

### Heinrich-Zille-Straße 24 und 26, Winzerstraße 25 und 25a
Horizontale Klinkergliederungen verzieren die Fassaden. Ausführung Winzerstraße 25 und 25a im Jahr 1928 durch die Bauunternehmung von Felix Sommer.

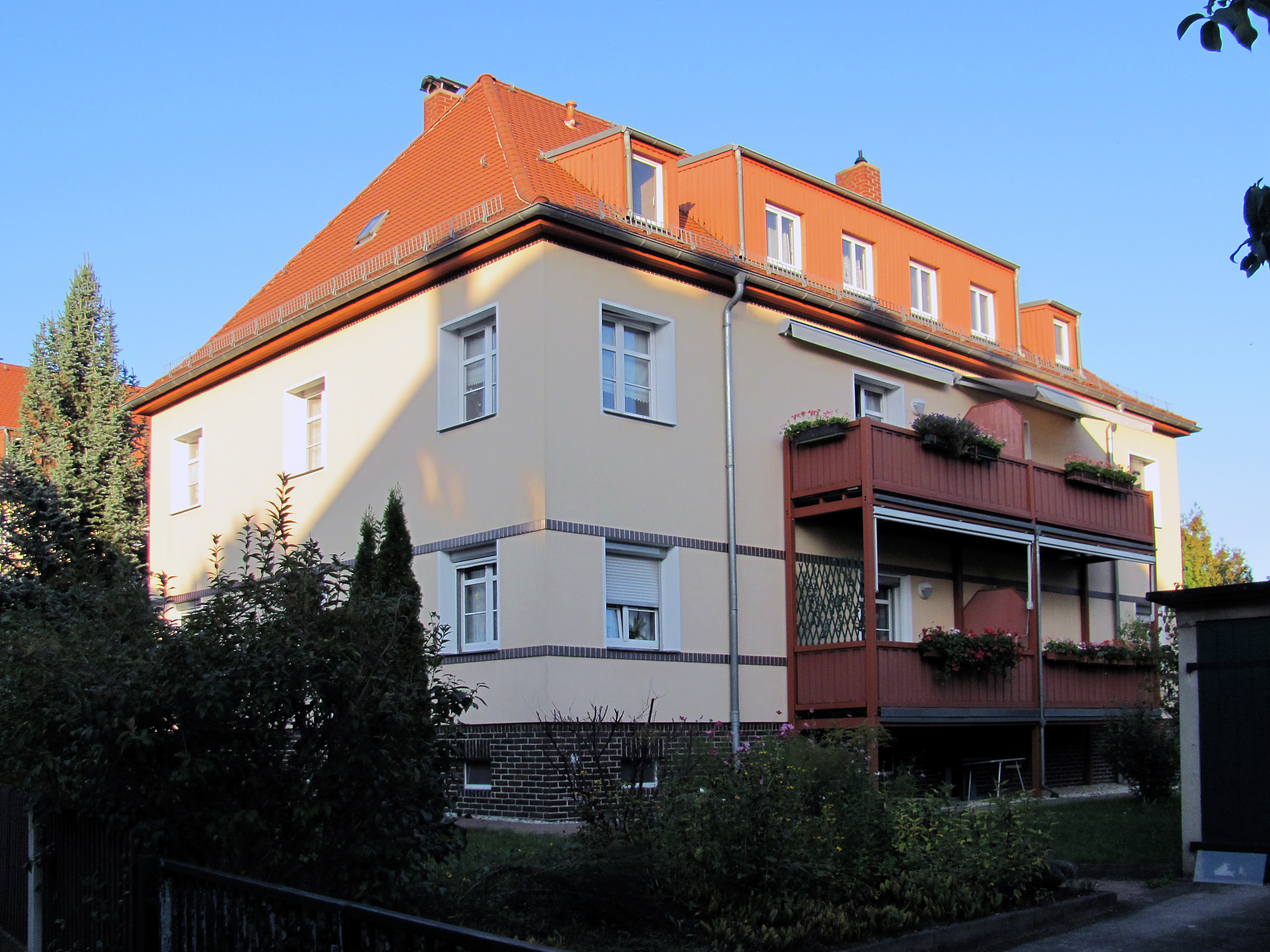
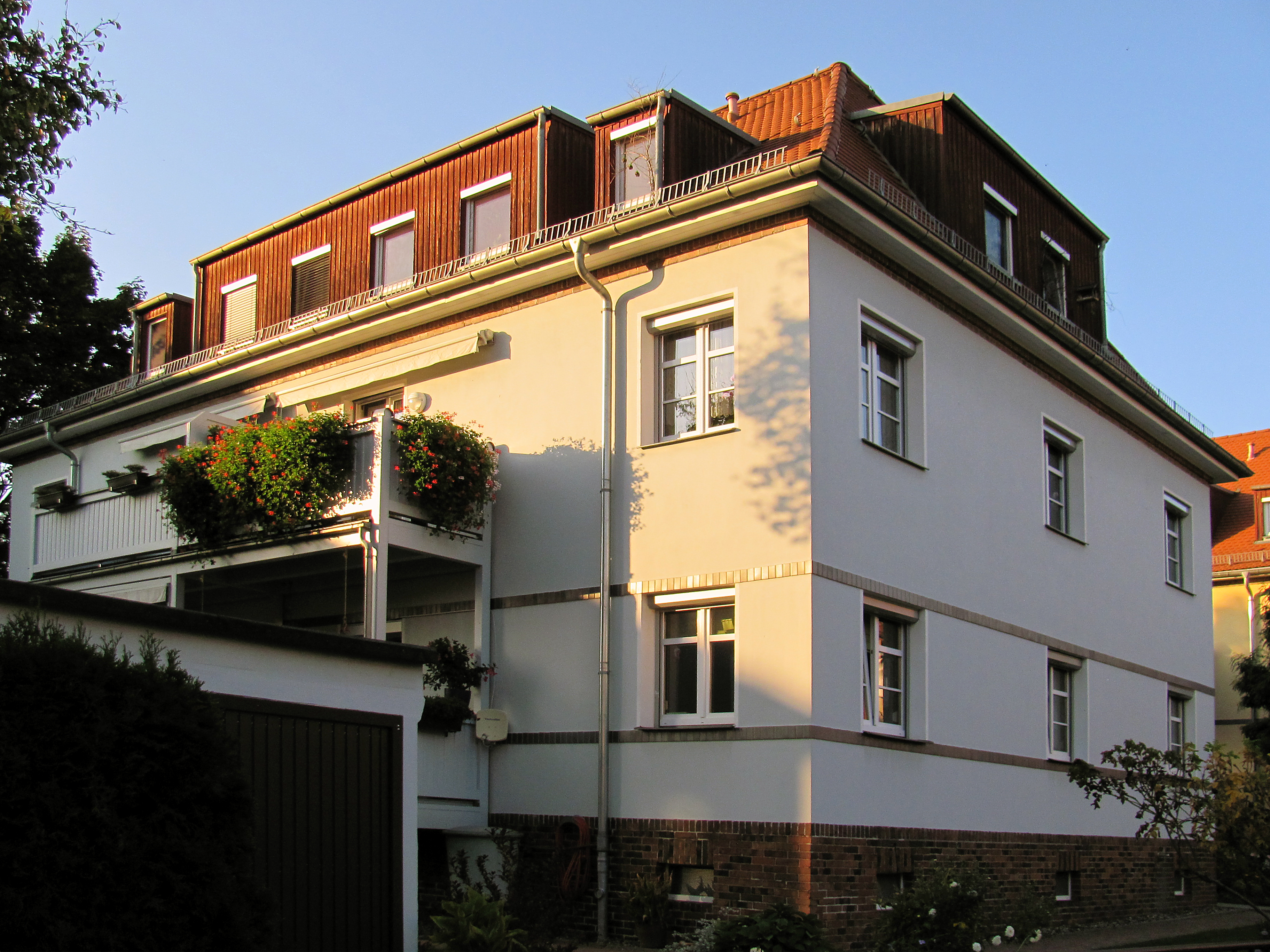
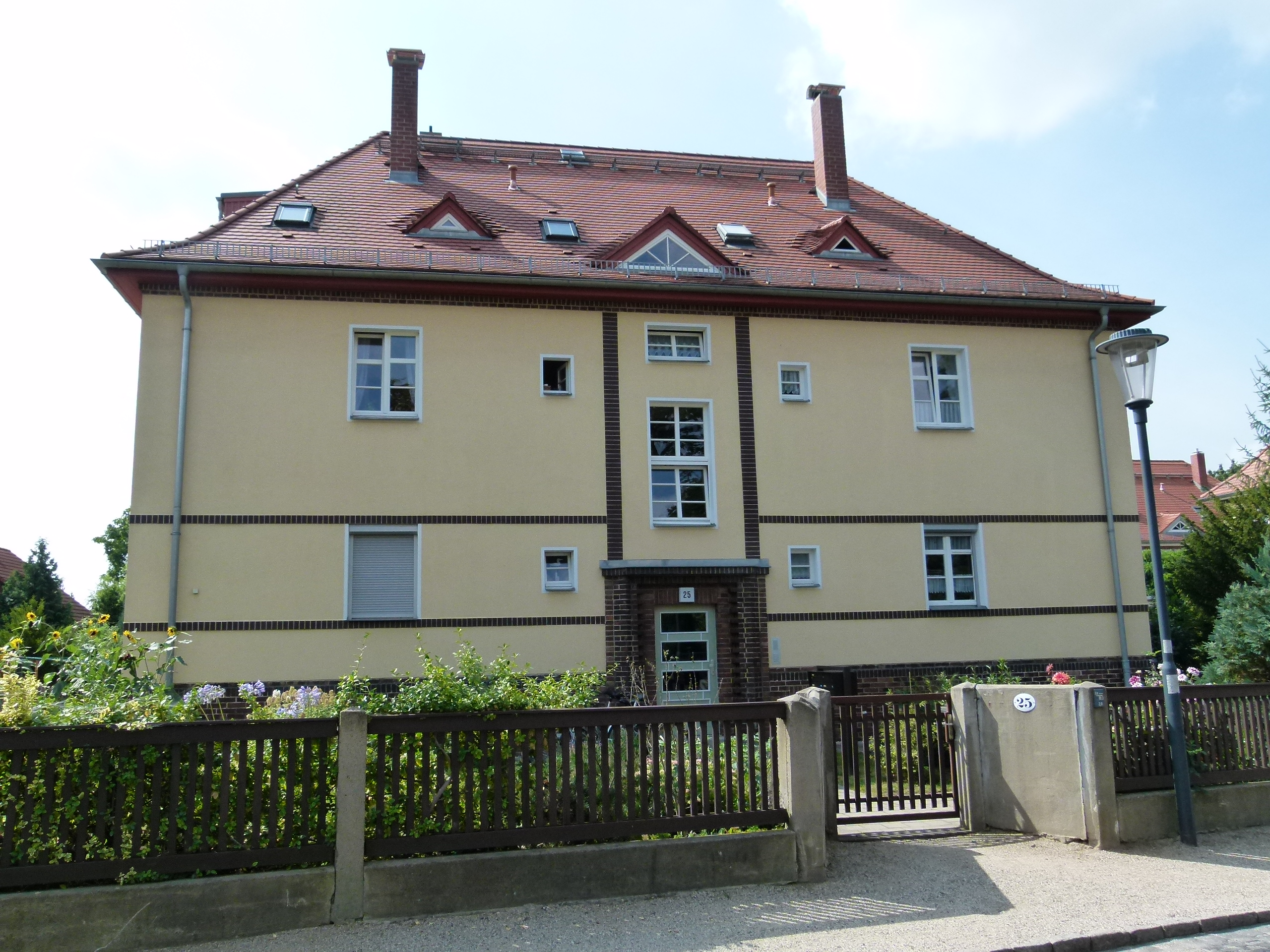
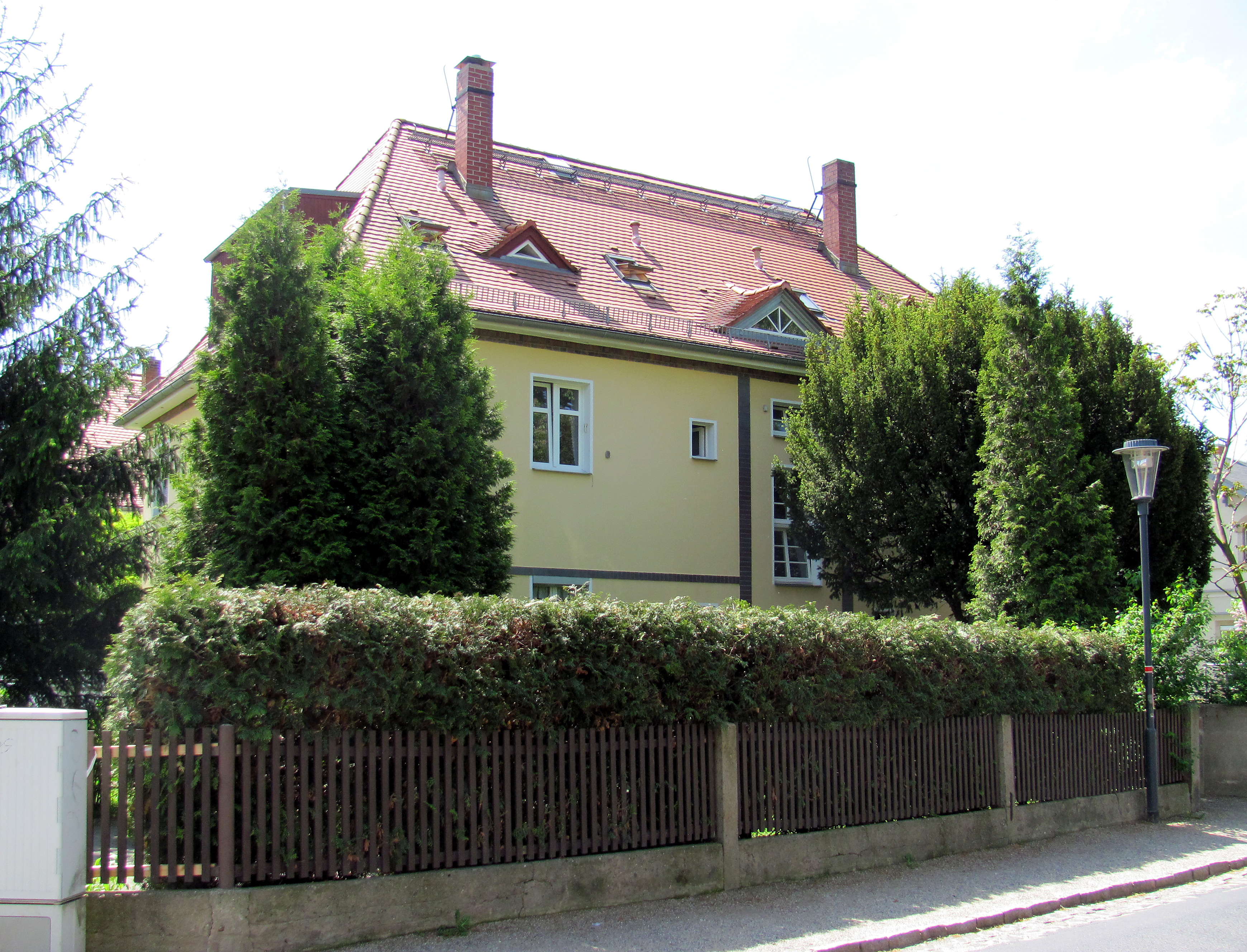

- Heinrich-Zille-Straße 24
- Heinrich-Zille-Straße 26
- Winzerstraße 25
- Winzerstraße 25a

### Heinrich-Zille-Straße 20, 32 und 34
Die Siedlungshäuser stehen auf einem Sockel aus Bruchstein, haben Fensterbankgesimse im Obergeschoss und gerade Verdachungen über den Fenstern im Erdgeschoss. In einigen davon sind die Verdachungen mittig durch „spitzige Motive mit expressionistischem Anklang“ nach oben aufgebrochen. Entwurf und Bauleitung Heinrich-Zille-Straße 20, 32 und 34 durch die Gebrüder Kießling. Ausführung Heinrich-Zille-Straße 20 in den Jahren 1928/1929 durch die Bauunternehmung von Felix Sommer, Heinrich-Zille-Straße 32 durch Alfred Große.

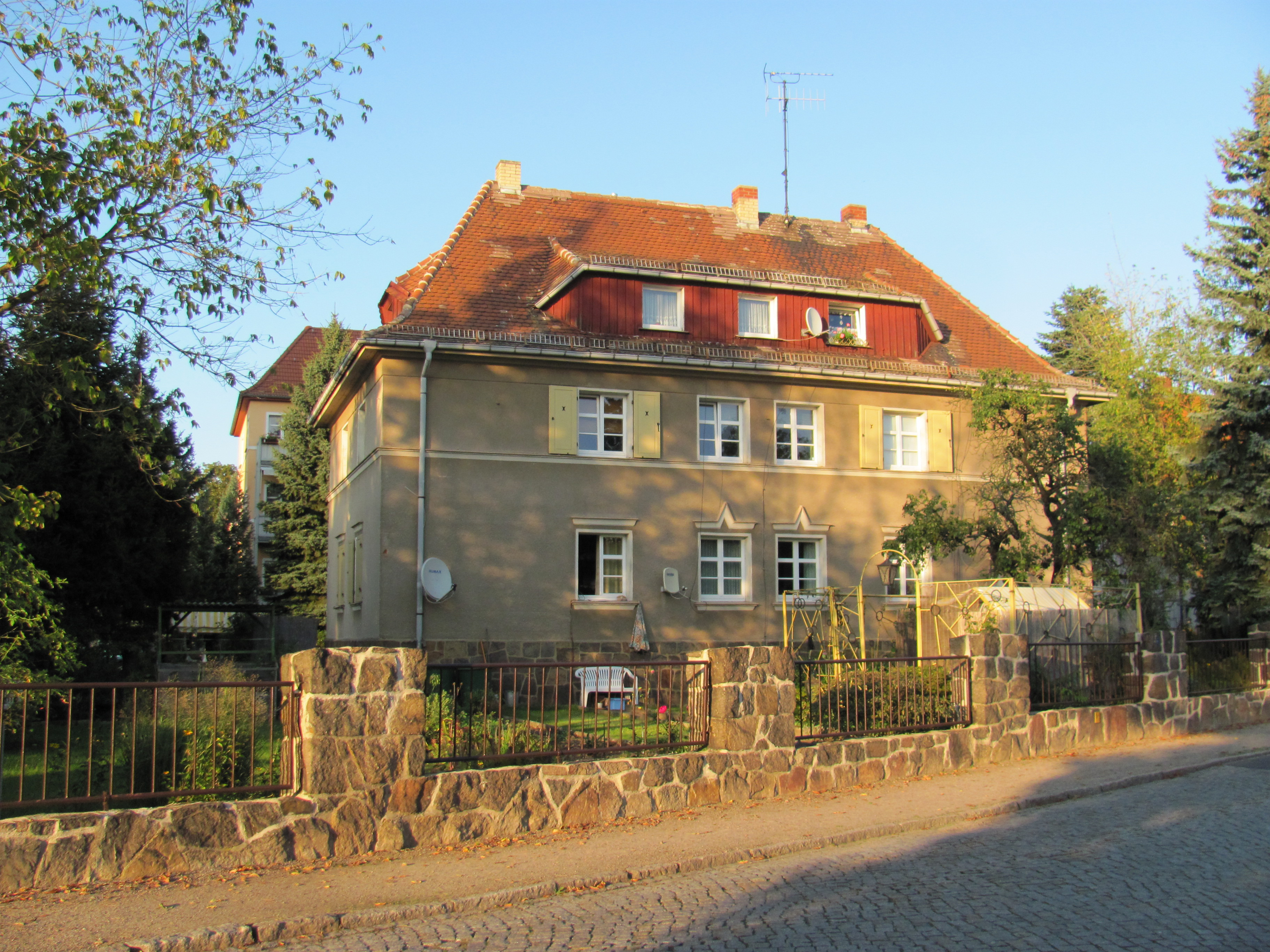
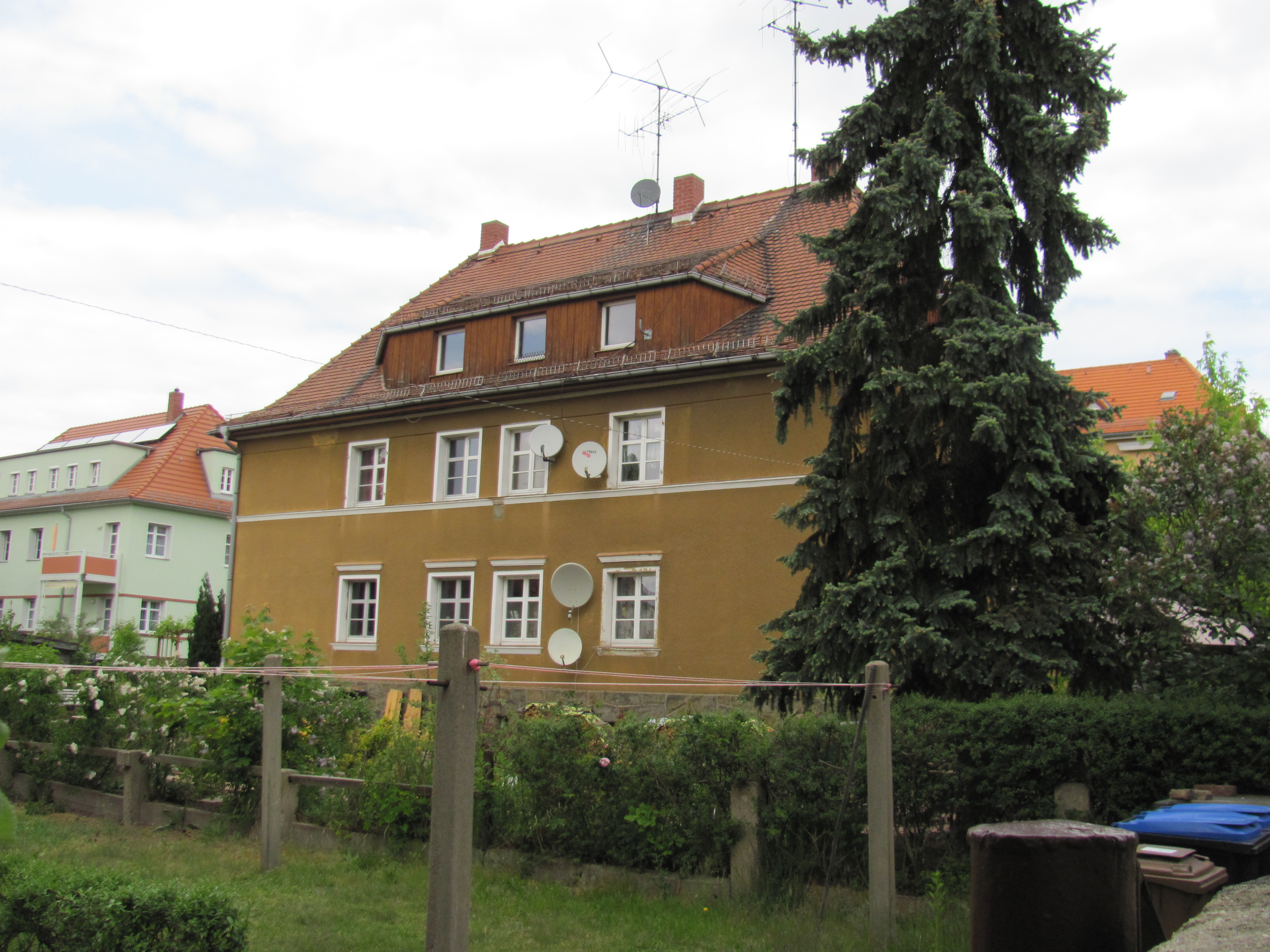
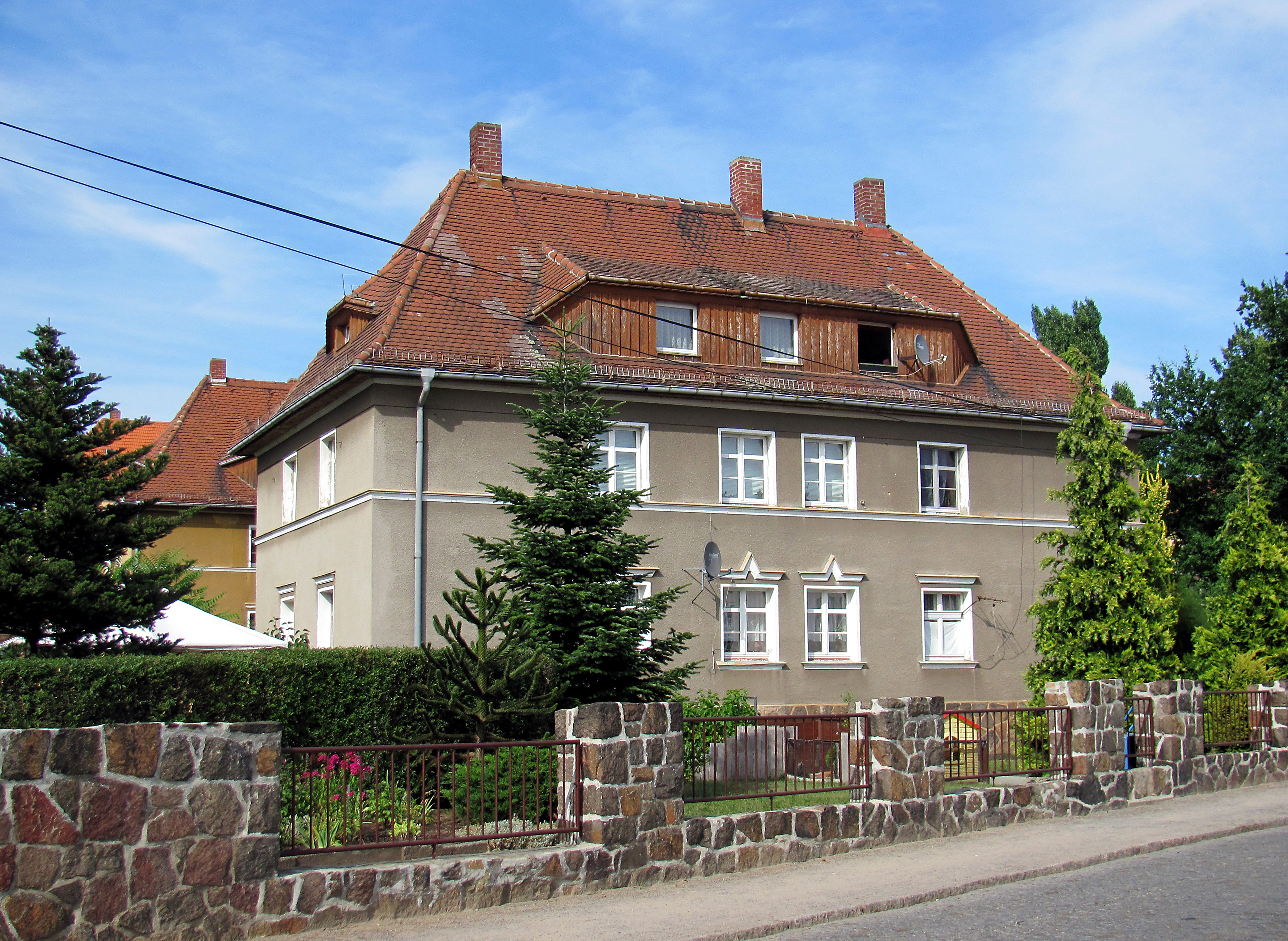

- Heinrich-Zille-Straße 20
- Heinrich-Zille-Straße 32
- Heinrich-Zille-Straße 34

### Heinrich-Zille-Straße 22, 28 und 30
Die von 1931 stammenden dreigeschossigen Sechsfamilienhäuser stehen auf einem Sockel aus Bruchstein, die Fensterbankgesimse und die Fenstereinfassungen sind aus Beton.

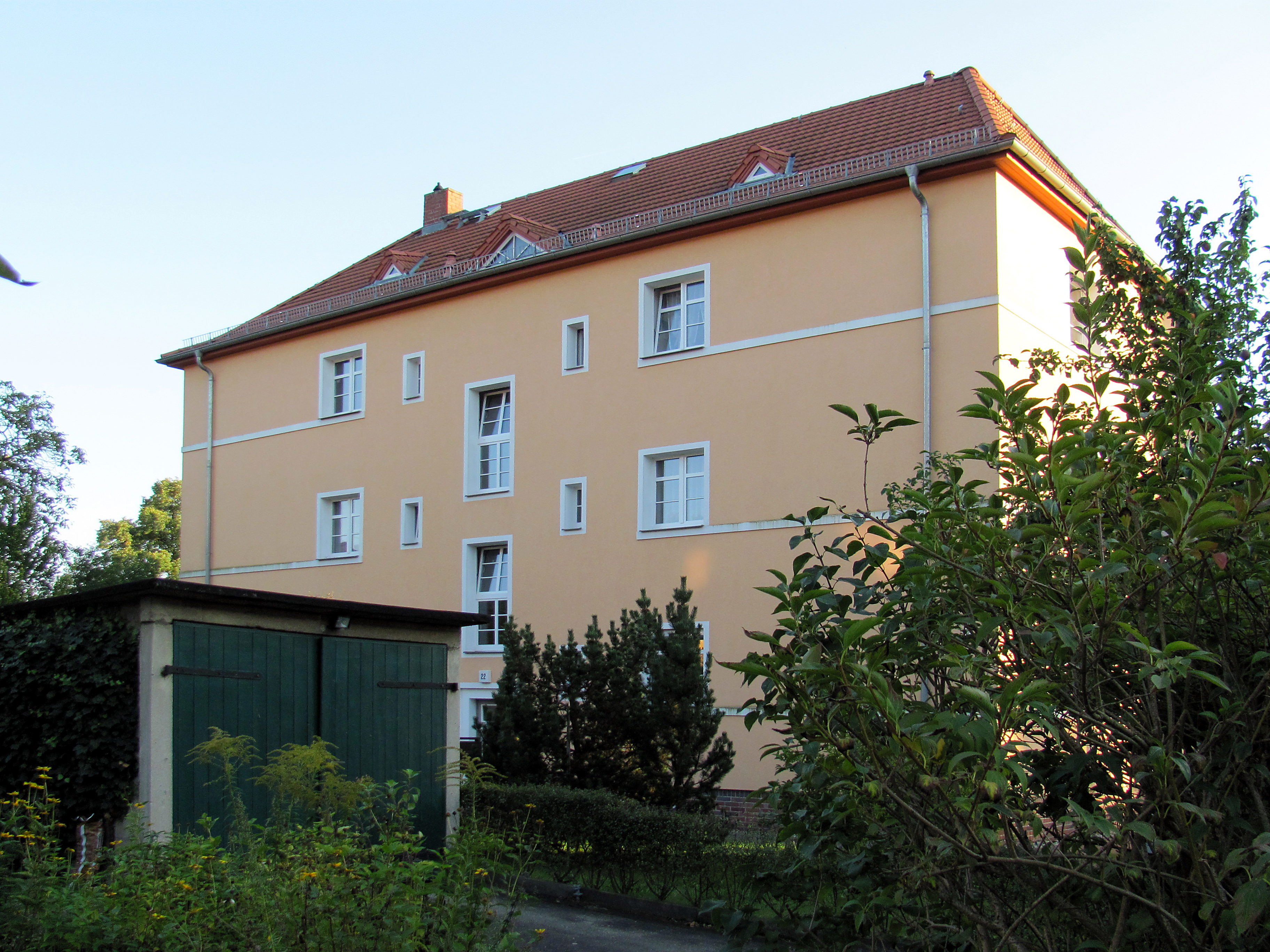
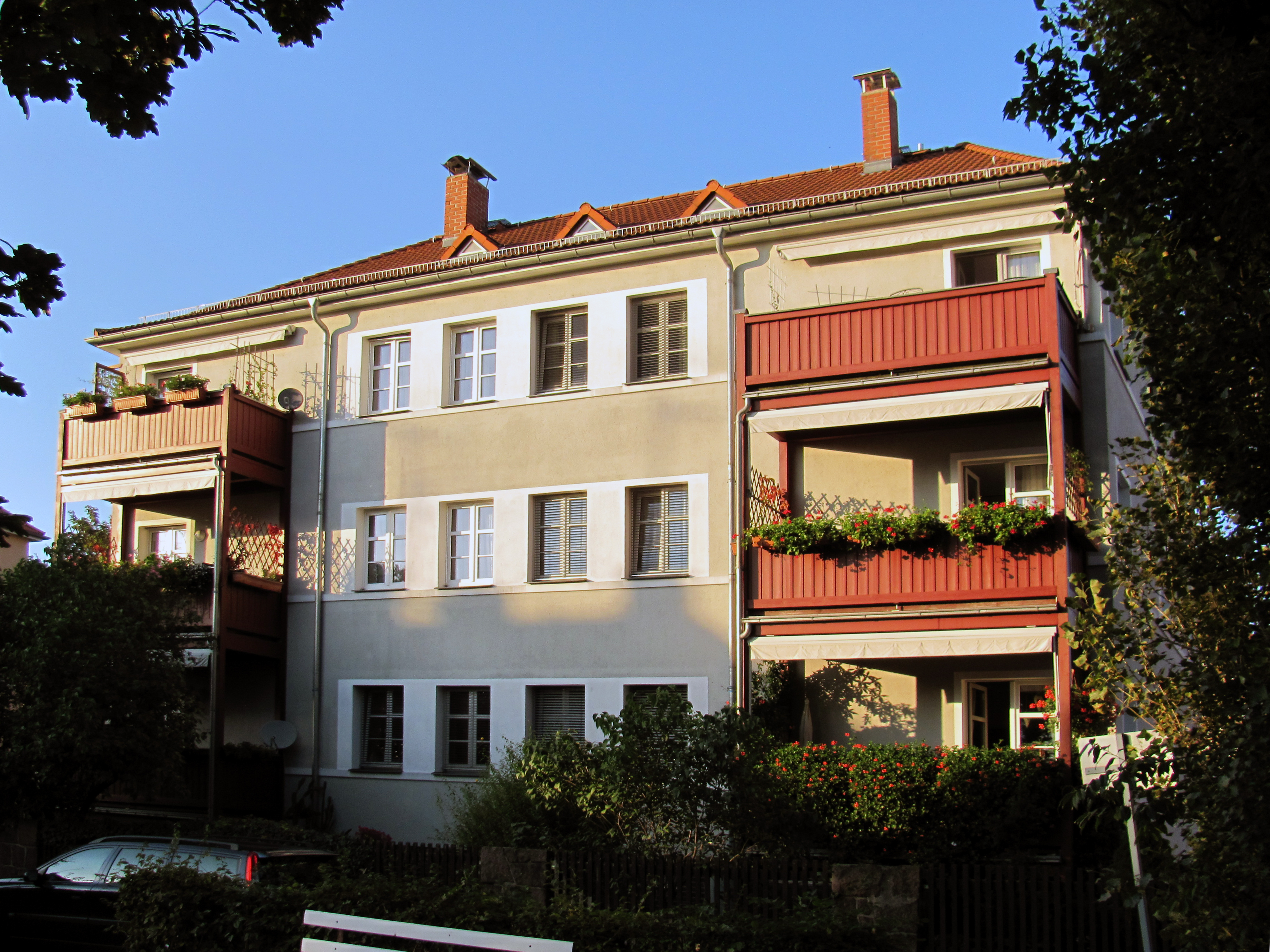
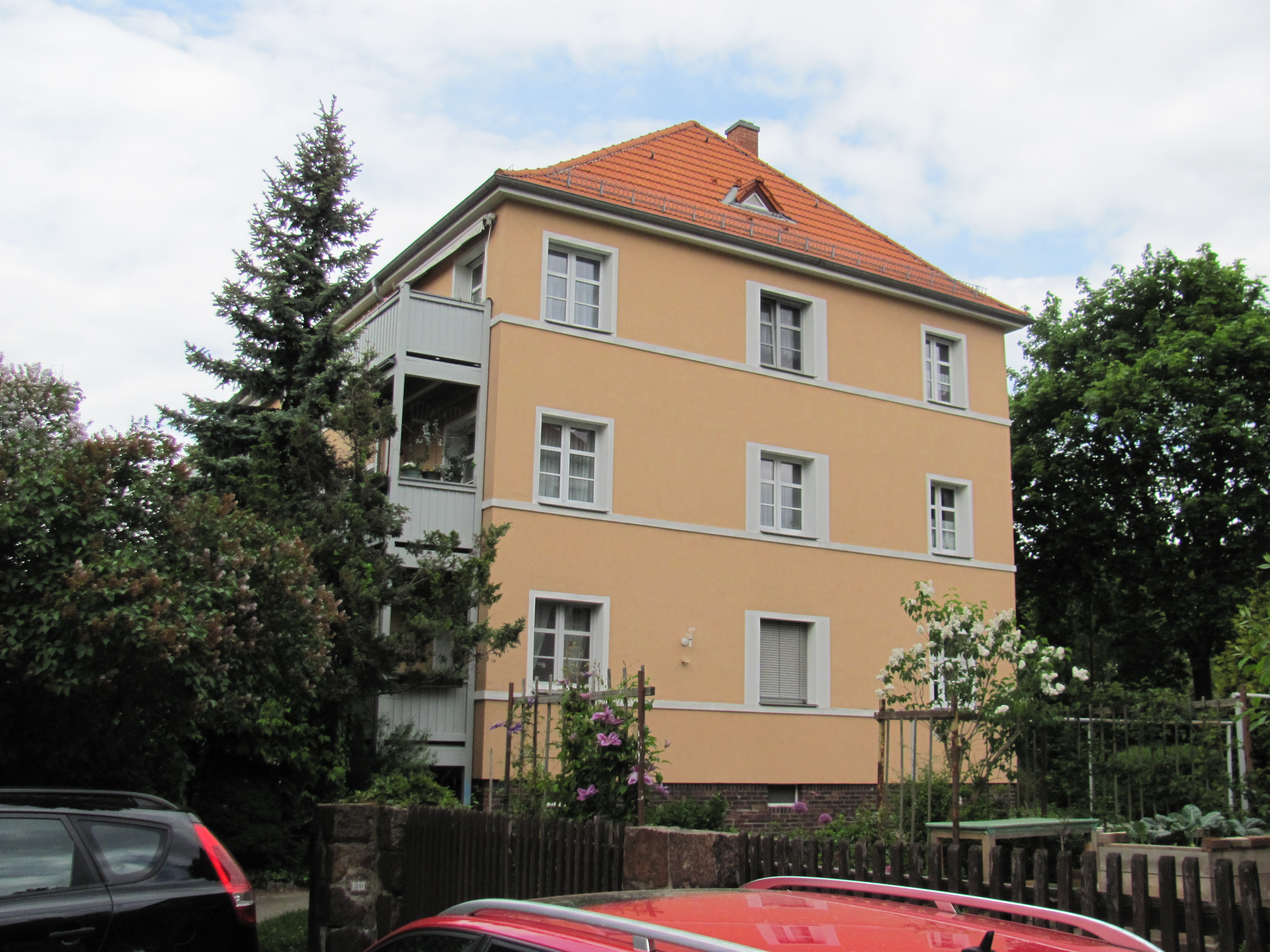

- Heinrich-Zille-Straße 22
- Heinrich-Zille-Straße 28
- Heinrich-Zille-Straße 30